# Katedrala
Katedrala u kršćanskoj terminologiji je crkva u kojoj biskup, odnosno nadbiskup ima svoju biskupsku stolicu i stoluje (grč. καθέδρα; lat. cathedra; hrv. stolnica, prvostolnica [rabi se samo za stolnicu nadbiskupa metropolita i primasa], stolna crkva) te obavlja sveto bogoslužje. 
Od katedrala u Hrvatskoj je, uz prvostolnicu u Zagrebu, poznata (i posebno lijepa) katedrala sv. Jakova u Šibeniku te katedrala sv. Petra u Đakovu, dok je katedrala sv. Dujma u Splitu najstarija ne samo u Hrvatskoj nego i u svijetu. Katedralama u Splitu i Đakovu, jednako kao i katedrali sv. Vida u Rijeci i katedrali Srca Isusova u Sarajevu pripada naslov prvostolnice.
Papina katedrala ili stolna crkva je Bazilika sv. Ivana Lateranskog u Rimu. 
Naslov stolnice ili katedrale nose i crkve u kojima je jednoć stolovao biskup, kao na pr. u Novigradu  (u Istri), Osoru, Rabu, Ninu, Biogradu na moru, Skradinu, Trogiru, Makarskoj, Korčuli, Stonu, ali taj je naslov tek počasni i dotičnoj crkvi ne daje većih prava od onih koja imaju druge crkve vrste i stupnja njihova novoga kanonskoga, odnosno crkveno-pravnoga položaja. 
Svjetsku slavu doživjela je katedrala Notre-Dame u Parizu, svojom ulogom u romanu Victora Hugoa Zvonar crkve Notre-Dame.
U pravoslavlju se umjesto termina katedrala koristi izraz saborna crkva. Saborna crkva je sjedište eparhijskog arhijereja ili episkopa (vladike ili mitropolita),  ali je i glavna crkva grada ili manastira. Saborna crkva pripada episkopskom vijeću.

## Vanjske poveznice
Sestrinski projekti
|  | Zajednički poslužitelj ima stranicu o temi Katedrale    |
|  | Zajednički poslužitelj ima još gradiva o temi Katedrale |